# Anhydride triflique
L'anhydride triflique, ou anhydride trifluorométhanesulfonique, est un composé chimique de formule F3C–SO2–O–SO2–CF3. Il s'agit de l'anhydride de l'acide triflique CF3SO3H et d'un électrophile particulièrement fort, utilisé pour introduire un groupe triflyle F3C–SO2–. On l'obtient par déshydratation de l'acide triflique à l'aide de pentoxyde de phosphore P4O10 :
2 CF3SO3H + P4O10 → [CF3SO2]2O + P4O9(OH)2.
Une application représentative de l'anhydride triflique consiste à convertir une imine en groupe NTf, où Tf = F3C–SO2–.
Il convertit également les phénols en ester triflique, ce qui permet le clivage de la liaison C–O,.